# Hieracium floccilepium
Hieracium floccilepium es una especie de planta con flor del género Hieracium, de la familia Asteraceae, orden Asterales.

## Distribución
Hieracium floccilepium se distribuye por Islandia.

## Taxonomía
Fue descrita científicamente por Dahlst. ex Omang.
Tratamiento taxonómico
La especie aparece registrada y publicada en Skr. Norske Vidensk.-Akad. Oslo, Mat.-Naturvidensk. Kl.